# Subaru Murata
Subaru Murata (ur. 19 października 1996) − japoński bokser kategorii papierowej, brązowy medalista młodzieżowych igrzysk olimpijskich z 2014 roku.

## Kariera amatorska
W sierpniu 2014 zdobył brązowy medal na młodzieżowych igrzyskach olimpijskich. W półfinale przegrał na punkty z reprezentantem Uzbekistanu Sulaymonem Latipovem, ale w pojedynku o brązowy medal pokonał na punkty Kazacha Szałkara Ajkynbaja.